# Modrásek jetelový
Modrásek jetelový (Polyommatus bellargus) je druh denního motýla z čeledi modráskovitých (Lycaenidae). Rozpětí křídel motýla je 28 až 35 mm. Samci jsou blankytně modří a na okrajích křídel mají bělo-černě kostkované třásně. Tyto třásně mají i samice, které jsou hnědé, modře poprášené (v různém rozsahu), s oranžovými skvrnami při okraji křídel.

## Výskyt

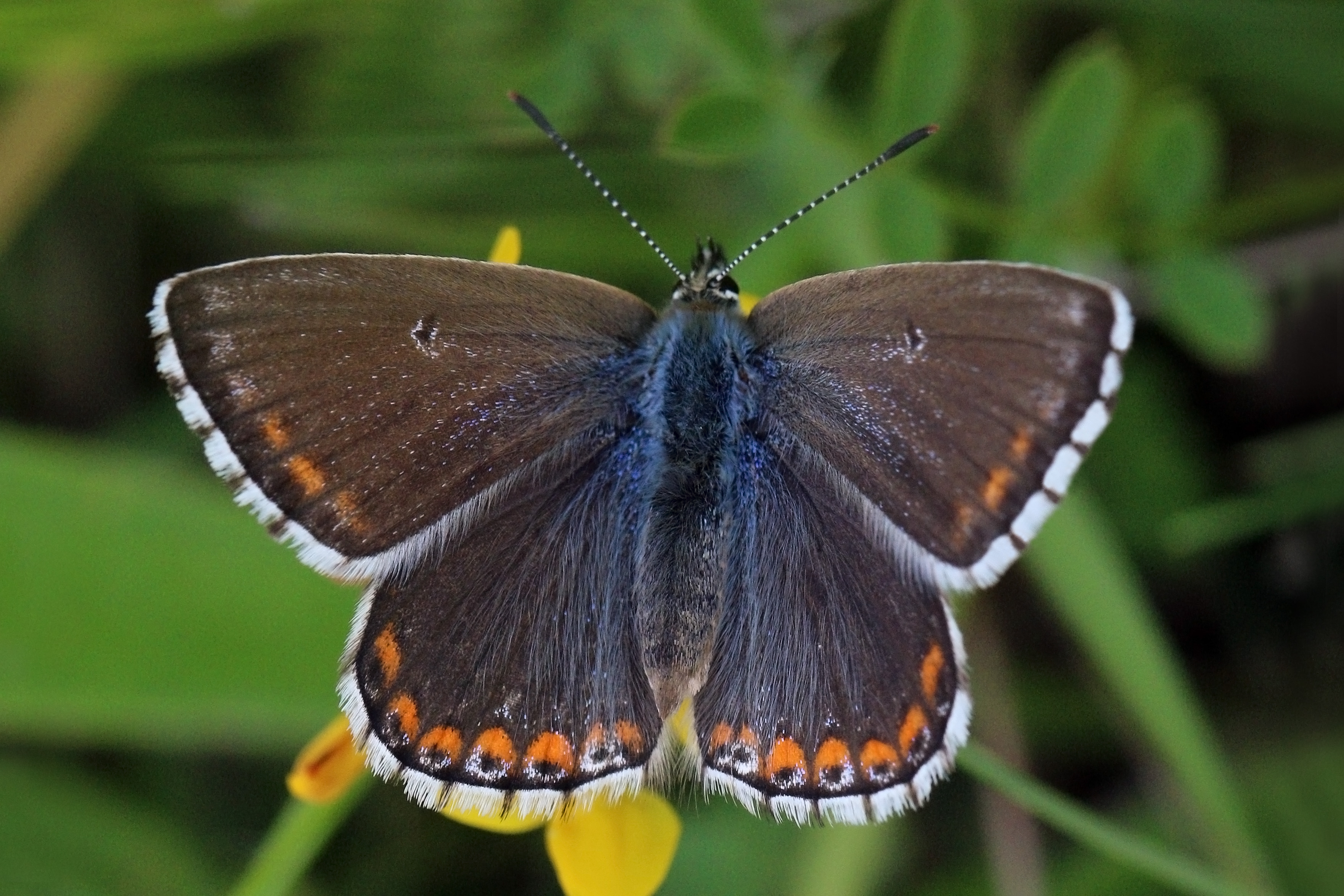
Samice

Motýl je rozšířený od Španělska a jižní části Velké Británie přes celou západní a střední Evropu a odtud dále přes jižní část východní Evropy, Turecko až po Zakavkazsko. V České republice se vyskytuje roztroušeně, převážně v nižších polohách střední a jižní Moravy. V Čechách se vyskytuje velmi lokálně. Zahlédnout ho lze na slunných skalnatých svazích, suchých loukách a pastvinách, náspech, nebo ve vápencových lomech.

## Chování a vývoj
Hlavní živnou rostlinou modráska jetelového je čičorka pestrá (Securigera varia) a dále podkovka chocholatá (Hippocrepis comosa). Samice klade vajíčka jednotlivě na spodní listy a spodní části stonků. Housenky, které jsou myrmekofilní, se živí listy. Motýl je dvougenerační (bivoltinní). Dospělce lze pozorovat od května do června a od srpna do října. Přezimuje malá housenka ve 2. instaru.

## Ochrana a ohrožení
V minulosti tento motýl patřil k nejhojnějším modráskům na území České republiky. V současné době je ohrožený. V Čechách modrásek jetelový téměř vyhynul a vyskytuje se pouze na několika lokalitách. Na střední a jižní Moravě je motýl hojnější a dokonce znovu osídluje některé oblasti. Motýla, stejně jako ostatní druhy modrásků, ohrožuje především zarůstání vhodných biotopů. Pro přežití tohoto druhu je nutné udržet, nebo obnovit krátkostébelné narušované plochy (pastva koz, podpora sešlapu, táboření, sportovní činnost).